# Grand Hotel de Londres

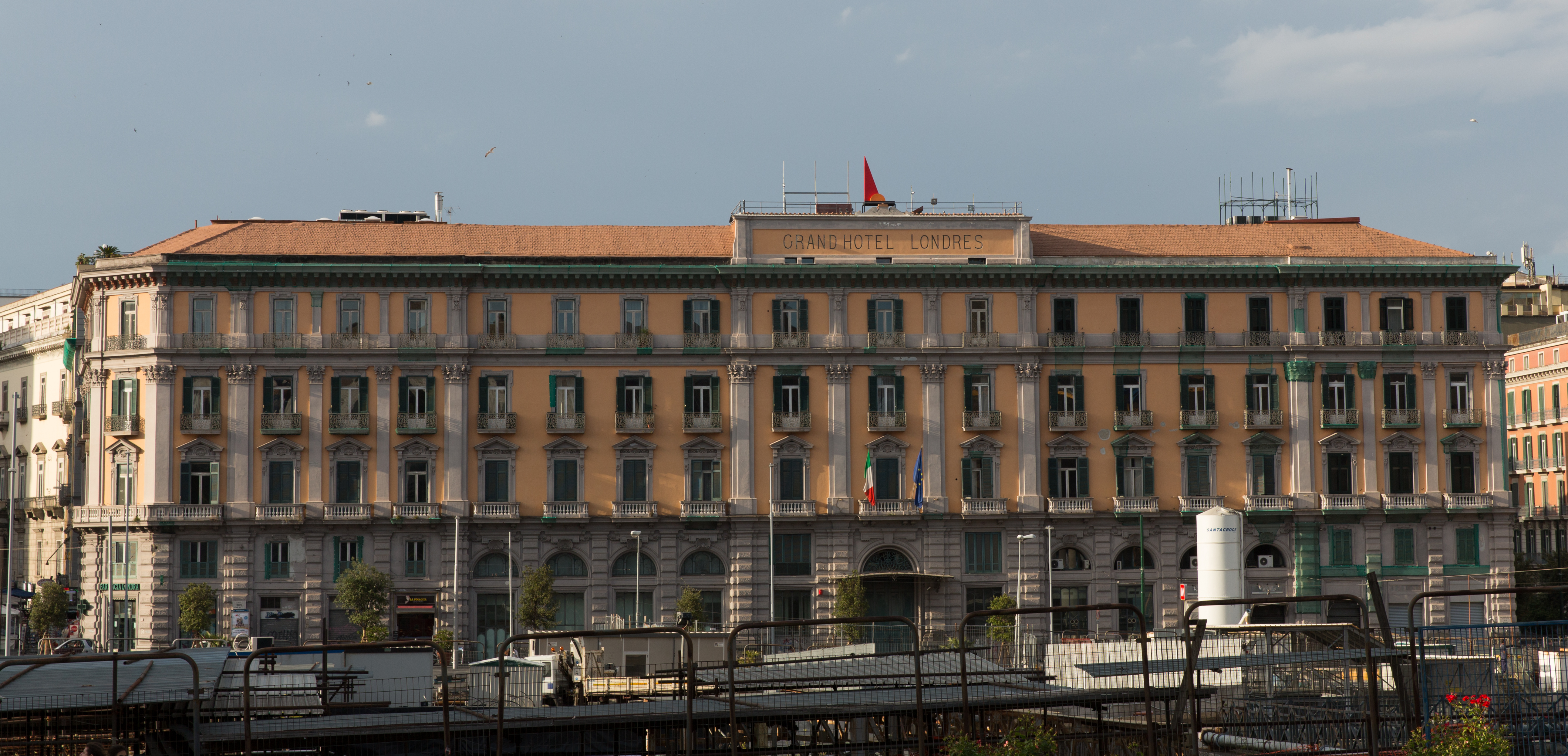
Grand Hotel de Londres in Neapel

Das Grand Hotel de Londres ist ein Palast aus den 1890er-Jahren im Viertel San Ferdinando in Neapel in der italienischen Region Kampanien. Er liegt an der Piazza del Municipio.

## Geschichte
Das Hotel wurde vom Architekten Giovan Battista Comencini für die Società Veneta im Zuge der Sanierung des Platzes und des sanierungsbedürftigen Rione della Corsea (heute Rione Carità) projektiert und in den Jahren 1895–1899 errichtet.
Der Palast gilt als erstes, bedeutendes Beispiel des Jugendstil, das ein glorioses Ansehen in der Stadt hatte und den neapolitanischen Jugendstil einleitete: Die Fassade im Stil der Neorenaissance ist sehr nüchtern und die Anwendung von Metallstrukturen, damals sehr innovativ, fällt auf.
Der wahre Stolz des Hotels waren seinen Innenräume und seine Verzierungen, die heute durch die Neuordnung der Räumlichkeiten verlorengegangen sind. Auf dem eleganten Werbeplakat von Giovanni Maria Mataloni von 1897 wurde auch auf den Lift, das elektrische Licht, den Wintergarten und das Postamt hingewiesen. Der Hotelkomplex, der direkt nach Süden ausgerichtet war, hatte 100 Zimmer, darunter Schlafzimmer und Salons. Die Eigentümer waren die Herren Delvitto, Poggiani und Campione.
Filippo Tommaso Marinetti war eine der damaligen Persönlichkeiten, die in dem Hotel wohnten, und zwar angelegentlich einer futuristischen Veranstaltung des Teatro Mercadante im Jahre 1910. Am 9. Oktober 1921 schuf der Dichter zusammen mit Rodolfo de Angelis und Francesco Cangiullo ebenfalls in einem Zimmer des Hotels das Teatro della sorpresa (dt.: Theater der Überraschung), ein futuristisches Theatermanifest, das aus abergläubischen Gründen zwei Tage später, am 11. Oktober, in Mailand veröffentlicht wurde.